# Каменський Степан Тимофійович
Степа́н Тимофі́йович Каме́нський (Камі́нський) (24 грудня 1880 (5 січня 1881), Миколаїв — 22 квітня 1946, Одеса) — український педагог та науковець у галузі суднобудування, художник, професор.

## Життєпис
Народився в Миколаєві в родині робітника. Через скрутне матеріальне становище родини отримував освіту екстерном, вступив до 5-го класу реального училища, яке закінчив з оцінкою «відмінно». Після навчання в училищі служив в управлінні робіт Миколаївського порту. З 1902 до 1908 навчався на кораблебудівному факультеті Петербурзького політехнічного інституту, здобув звання морського інженера. Після закінчення навчання повернувся до Миколаєва та почав працювати на заводі «Наваль» (нині Чорноморський суднобудівний завод). У 1908—1909 роках займався будівництвом серії мінних крейсерів. З 1909 був помічником будівника, брав активну участь у розробленні робочих креслень першого у світі підводного мінного загороджувача «Краб» за проектом конструктора Михайла Нальотова.
У 1909 році переїхав до Одеси. Працював в Одеському морському торговельному порту (1909–19) та одночасно в Адміралтействі, Російському товаристві пароплавства та торгівлі. Безпосередньо на місці переймав досвід постановки роботи на великих суднобудівних заводах в Гамбурзі, Бремені, Кілі, Берліні, Лондоні, Саутгемптоні, Галлі, Глазго, Шеффілді, Антверпені, Льені. 1920 року викладав на курсах з підготовки техніків шляхів сполучення. Від 1921 — професор, декан суднобудівного факультету Одеського політехнічного інституту. У 1923—1924 роках був директором судноремонтного завода № 1. У 1924–19228 займав посаду головного інженера Чорноморсько-Азовського пароплавства. За час роботи на флоті виконував ряд відповідальних робіт: зняття з каменів міноносця «Занта», підйом підводного човна «Лебідь» та інших. 1928 року був репресований, відбував ув'язнення у Соловецькому таборі особливого призначення. Після звільнення у 1932 році повернувся до Одеси, працював старшим інженером Чорноморського басейну. Паралельно займався педагогічною і науковою роботою. З 1932 року викладав на кафедрі архітектури і проектування Одеського інституту інженерів водного транспорту. У 1934 році організував та став першим завідувачем кафедри судноремонту у цьому виші. У роки німецько-радянської війни перебував в Одесі, працював завідувачем майстернями Одеського політехнічного інституту. У 1944—1946 роках був професором та завідувачем кафедри, а згодом деканом судномеханічного факультету Одеського політехнічного інституту.
Раптово помер 22 квітня 1946 року по дорозі додому з інституту, де він ще в цей день читав лекції.

## Родина
- Старший брат археолога, краєзнавця та громадського діяча Феодосія Камінського.
- Був одружений з Марією Луківною — дочкою Луки Федоровича Донського, одного з великих миколаївських підприємців, що володіли «Заводом сільськогосподарських машин братів Донських» (нині завод «Дормашина»).

## Наукова діяльність
Наукові дослідження Степана Каменського стосуються технології суднобудування, судноремонту та навігації. Є автором декількох посібників. Серед них:
- «Постройка судов» (1928),
- «Внутреннее устройство морских судов» (1935),
- «Конструкция корпуса морских судов» (1939),
- «Освидетельствование и ремонт корпуса судов» (1940),
- «Технология судостроения» (1941; 1944).

## Мистецька діяльність
У 1910-х роках навчався живопису в Киріака Костанді. У 1923 став членом Товариства художників імені Киріака Костанді.
Участь у виставках:
- 1918 — виставка Товариства південноросійських художників,
- 1924, 1928 — виставка Товариства художників імені Киріака Костанді,
- 1927 — республіканська виставка,
- 1934, 1938, 1940 — обласні виставки,
- 1942—1943 «Salonul Oficial» (Одеса).

Упродовж 1934–41 та 1944–46 відбувалися персональні виставки Степана Каменського в Одеському інституті інженерів водного транспорту.